# Rajac (planinski predio)
Rajac (srpski: Рајац) je planinski predio, dio planine Suvobor, u okviru Valjevskog kompleksa planina. Nalazi se na teritoriji općine Ljig, 10 kilometara od Ljiga, 25 kilometara od Gornjeg Milanovca, 45 kilometara od Aranđelovca, 50 kilometara od Valjeva, odnosno oko 90 kilometara južno od Beograda. Nadmorska visina Rajca kreće se od 600 do 849 metara.
Iako se u pojedinim opisima Rajac definiruje kao posebna planina, on ne posjeduju sve elemente planine, kao što su prijevoji, klisure, tako da u geografskom smislu Rajac predstavlja samo predio, čiji je najviši vrh Rajac jedan od vrhova Suvobora.
Na području Rajca postoji više pećina i jama, a najznačajnija je Rajačka pećina, ukupne dužine kanala 286 metara. Prevladavaju šume bukve, hrasta, breze, jasena, dok na većim visinama ima četinari: jele i bora. Od životinjskih vrsta može naići na fazane, srndaće, lisice, divlje svinje, zečeve, grlice.

## Turizam
Rajac je poznat kao turističko izletište, a šire je poznat po manifestaciji Kosidba na Rajcu koja se tradicionalno održava prve nedjelje nakon Svetog Petra i Svetog Pavla. Pogodan je i za padobransko jedrenje, a do Rajca se vrlo često organiziruju đačke i studentske ekskurzije. Na Rajcu se nalazi Planinarski dom „Duško Jovanović”, kojim upravlja PD „Pobeda” te je otvoren tijekom cijele godine.
Osim kosidbe, na Rajcu su se organizirane i sljedeće manifestacije: Zlatna rajačka lisica, Memorijal Čika Duško Jovanović, Dan čistih planina na Rajcu.

## Povijest
Na području općine Ljig i planine Suvobor se tijekom Prvog svjetskog rata odigrala Kolubarska bitka u kojoj su sudjelovali 1300 kaplara. U njihovu je čast podignut spomenik na Rajcu.

## Galerija
- Manifestacija Kosidba na Rajcu
- Planinarski dom na Rajcu
- Prijevoj Čardak

## Vanjske poveznice
- Rajac.net  Arhivirana inačica izvorne stranice od 2. svibnja 2019. (Wayback Machine) - web stranica o Rajcu
- Kosidba.com - web stranica o Kosidbi na Rajcu
- Turizam.rs - Rajac na web stranici Turističke ponude Srbije
- http://ljig.org/piorajac  Arhivirana inačica izvorne stranice od 2. svibnja 2019. (Wayback Machine) - Predio izuzetnih odlika Rajac